# Impalers
Impalers er et dansk thrash metal-band dannet i Haderslev i 2007. Bandet består af Søren Crawack (guitar og vokal), Thomas Carnell (lead guitar), Kenneth Frandsen (basguitar) og Rasmus Kjær (trommer).
Gruppens debutalbum, Power Behind The Throne, udkom i 2013, og fik gode anmeldelser. Det næste album udkom i 2015 under navnet God from The Machine, og det modtog ligeledes pæn modtagelse på Heavymetal.dk. Gruppens tredje album, The Celestial Dictator, udkom i 2017 og fik pæne anmeldelser.

## Diskografi
Albummer
- Power Behind The Throne (2013)
- God From The Machine (2015)
- The Celestial Dictator (2017)

Singler
- "Styx Demon" (2017)
- "Sun" (2017)
- "From Ashes To Iron" (2019)